# Škoda Sagitta
Škoda Sagitta (typ 911) – prototypowy samochód firmy Škoda, zaprojektowany jako niewielkie auto dla ludu. Napędzany był dwucylindrowym, widlastym silnikiem o pojemności 845 cm³ i mocy 15 KM. Zawieszenie stanowiły skośne wahacze. Wyprodukowano tylko 7 egzemplarzy tego samochodu: dwa kabriolety, cztery coupé i jeden dwudrzwiowy sedan (tzw. tudor). Jeden z nich można obejrzeć w muzeum Škody w Mladá Boleslav.

## Szczegółowe dane techniczne
- Silnik
  - Pojemność skokowa: 845 cm³
  - Średnica cylindra x skok tłoka: 80 × 84 mm
  - Moc maksymalna: 15 KM (11 kW) przy 3000 obr./min
- Wymiary i ciężary
  - Rozstaw osi: 2100 mm
  - Rozstaw kół przednich: 1000 mm
  - Rozstaw kół tylnych: 1050 mm
  - Masa własna: 580 kg
  - Dopuszczalna masa całkowita: 920 kg
- Osiągi
  - Prędkość maksymalna: 70 km/h
  - Średnie spalanie: 5,5 l / 100 km